# Prosper Menière

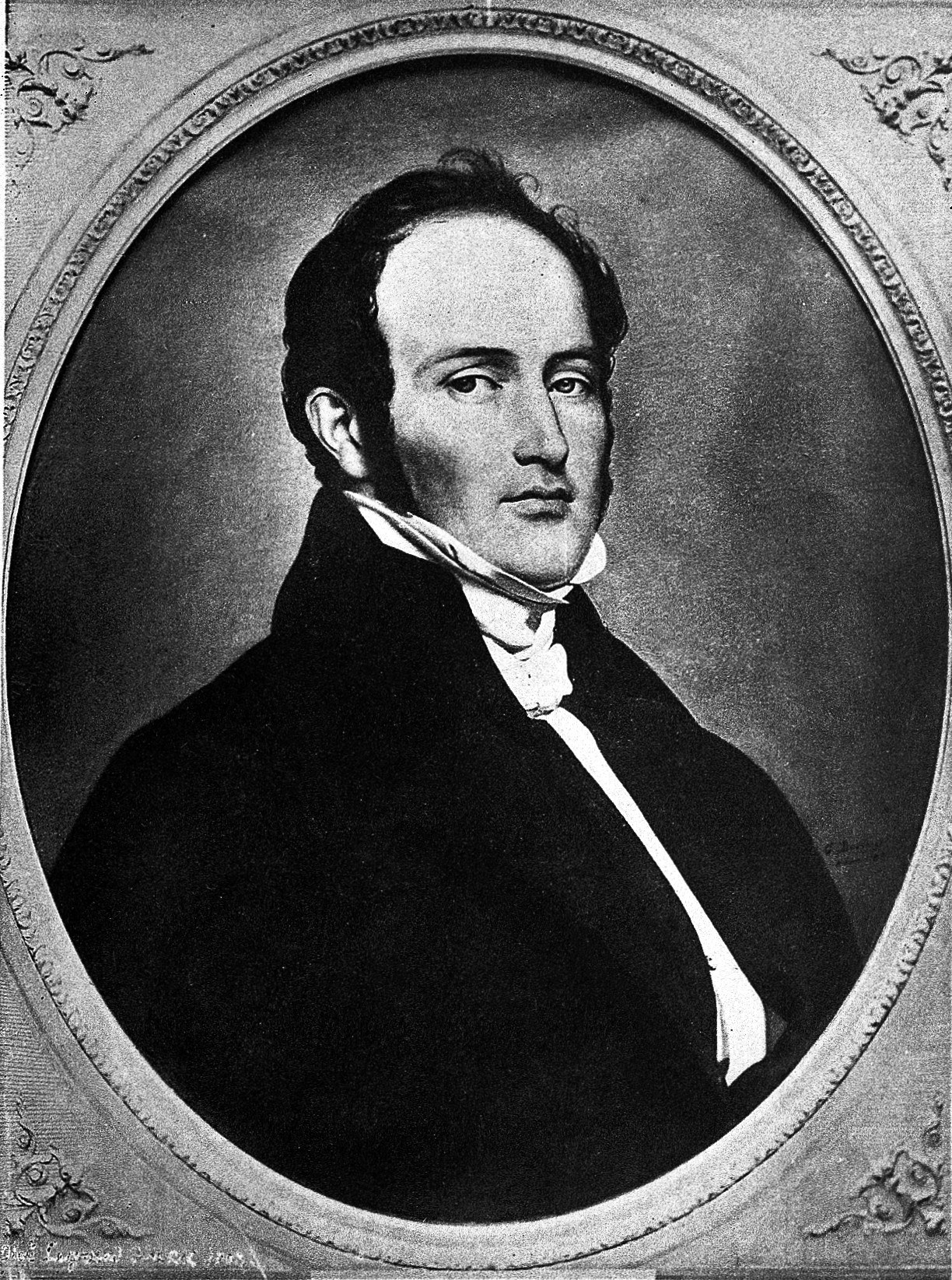
Ritratto di Prosper Ménière, Parigi, 1833.

(Noël Fiessinger)
Prosper Ménière (Angers, 18 giugno 1799 – Parigi, 7 febbraio 1862) è stato un medico e scienziato francese.
È noto per aver scoperto e classificato un particolare disturbo causato da un malfunzionamento dell'apparato vestibolare, che da lui prese il nome di Sindrome di Ménière.

## Biografia

### Anni giovanili
Prosper Ménière, terzo di quattro figli di un benestante commerciante di tessuti, frequentò per quattro anni il Lycée David d'Angers. All'età di diciassette anni entrò, invece, nella Facoltà di Medicina presso l'Université d'Angers dove ebbe eccellenti insegnamenti ora in ambito medico-anatomico, ora nelle scienze botaniche, per le quali oltretutto sviluppò un ampio interesse protratto per tutta la vita. Dopo soli tre anni di studio, furono i professori stessi ad esortarlo a chiedere il trasferimento nell'Hôtel-Dieu di Parigi dove nel 1828 si laureò. Durante il suo percorso ricevette la Medaille d'or des hôpitaux e strinse i rapporti sia con il proprio docente Mathieu Orfila (1787–1853) considerato il padre della tossicologia, sia con François Guéneau de Mussy, medico e membro dell'Accademia Imperiale di Medicina. Essendo entrambi suoi mentori, furono importanti nella sua formazione in medicina generale, chirurgia e igiene, ma non nella diagnosi e nel trattamento delle malattie otoiatriche, in quanto questa branca medica all’epoca era pressoché sconosciuta. Negli anni parigini cominciò a pubblicare diversi documenti scientifici, tra i quali una tesi di venti pagine in latino: lo scopo per cui affrontò questa fatica era quello di intraprendere la carriera accademica come professore; fallito, però, questo primo tentativo, ottenne due anni più tardi, con una nuova tesi, l'incarico di assistente del celebre chirurgo Guillaume Dupuytren (1787–1853). Grazie a Dupuytren conobbe Gilbert Breschet, ricordato per i suoi studi anatomici sull'orecchio, e Louise Sanson, con i quali formò un team per la cura dei feriti della Rivoluzione di luglio nel 1830. Un resoconto delle sue esperienze e dei risultati ottenuti nel trattamento di ferite da arma da fuoco si può leggere nel suo primo libro L'Hôtel-Dieu de Paris en juillet et août de 1830.
Colpito da una polmonite, muore il 7 febbraio del 1862 a Parigi.

### Inizio della professione
Su raccomandazione del professore Orfila divenne il medico personale di Carolina di Borbone-Due Sicilie, imprigionata nella Cittadella di Blaye a seguito del tragicomico tentativo di spodestare Luigi Filippo di Francia a favore del figlio Enrico di Borbone-Francia. Con la sua personalità affascinante e premurosa ottenne la fiducia della Duchessa, tanto da diventarne mediatore diplomatico.

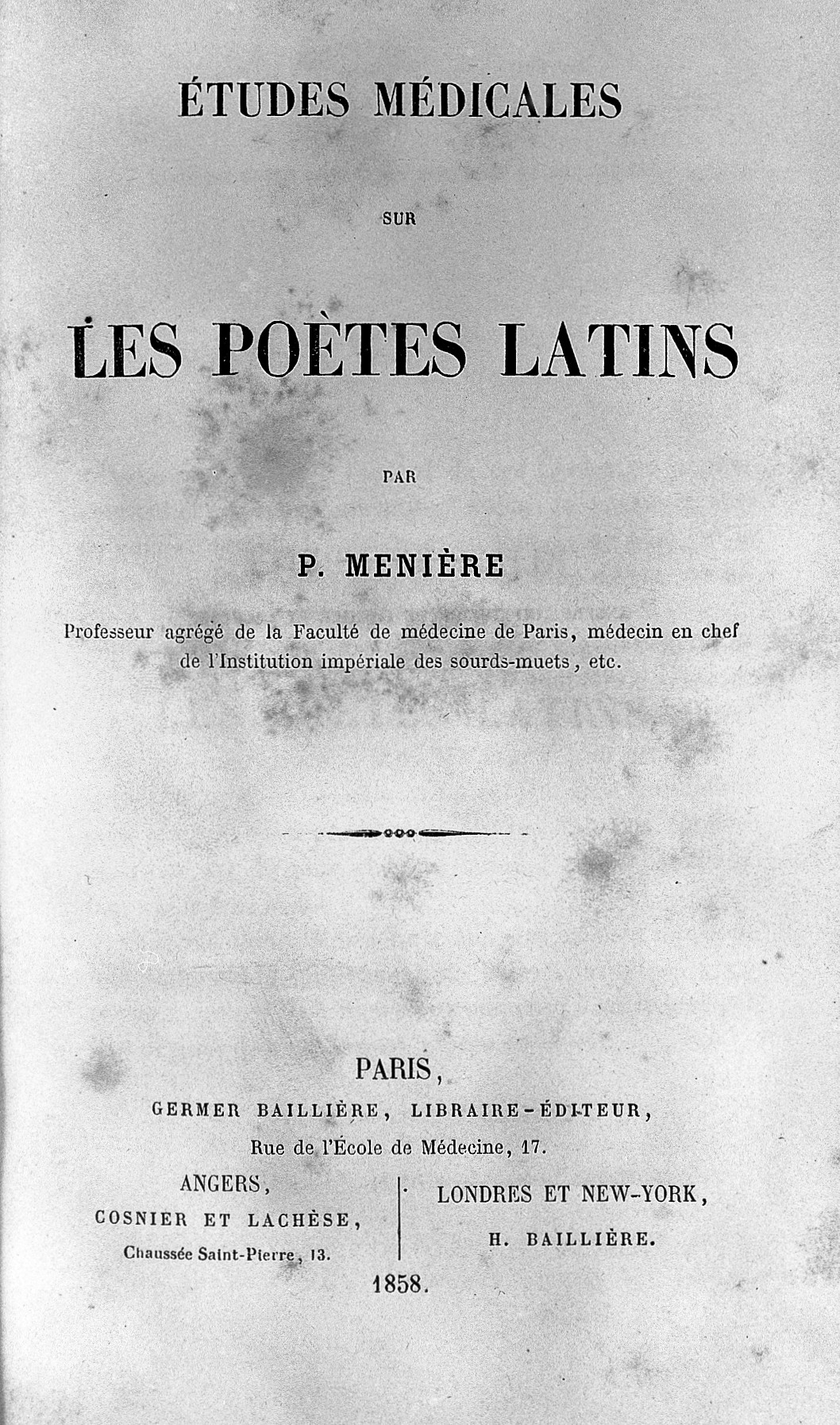
Frontespizio del libro Studi medici sui poeti latini; Parigi,1858.

Dopo la liberazione della Duchessa, Ménière fece ritorno a Parigi dove riprese la routine accademica, interrotta poco dopo da una missione per impedire la diffusione di un’epidemia di colera nel sud della Francia, missione che gli valse la nomina di Chévalier della Legione d'onore.
Nonostante le lodevoli imprese, negativi furono i successivi tentativi di ottenere la cattedra di igiene e un posto nell'amministrazione degli ospedali parigini; per fortuna la sua posizione sociale migliorò dopo il matrimonio con la figlia del fisico Antoine César Becquerel. Dall'unione con Pauline, non particolarmente felice stando alle inedite lettere di Ménière, nacque un figlio, Émile, il quale divenne poi lui stesso un affermato otologo.

#### Gli albori dell'otoiatria
A seguito della morte di Jean Marc Gaspard Itard (1774–1838) famoso medico presso l'Institut National de Jeunes Sourds de Paris, Ménière ne divenne il successore, sollevando polemiche per la poca conoscenza della materia rispetto ai candidati Nicholas de-Leau e Gilbert Breschet. Egli decise, allora, di acquisire scrupolosamente le conoscenze e competenze richieste per la nuova responsabilità.
Non è strano che egli abbia reperito pochi documenti di cui poter usufruire: gli scritti di Itard e gli studi di un autodidatta tedesco, Wilhelm Kramer, tradotto poi in francese da Ménière solo dopo la pubblicazione in inglese. Non soddisfatto però di essere solo un traduttore, decise di inserire commenti e correzioni dell'originale. Frutto dell'analisi portata avanti durante l'attività lavorativa di questo periodo fu la frequente incidenza della sordità in pazienti tubercolotici ed in coloro che avevano avuto febbri tifoidee. Egli, inoltre, stigmatizzò i metodi poco rispettosi utilizzati da altri medici nel tentativo di curare la sordità: Ménière sosteneva che il sordomutismo è incurabile ma che i sordi avevano diritto ad un'accurata istruzione, anche attraverso la lingua dei segni. Su tale questione pubblicò nel 1853 Lettres sur la guérison de Surdi-Mutité, et de l'Education des sourdes-muetes.

## Pubblicazioni e studi otoiatrici

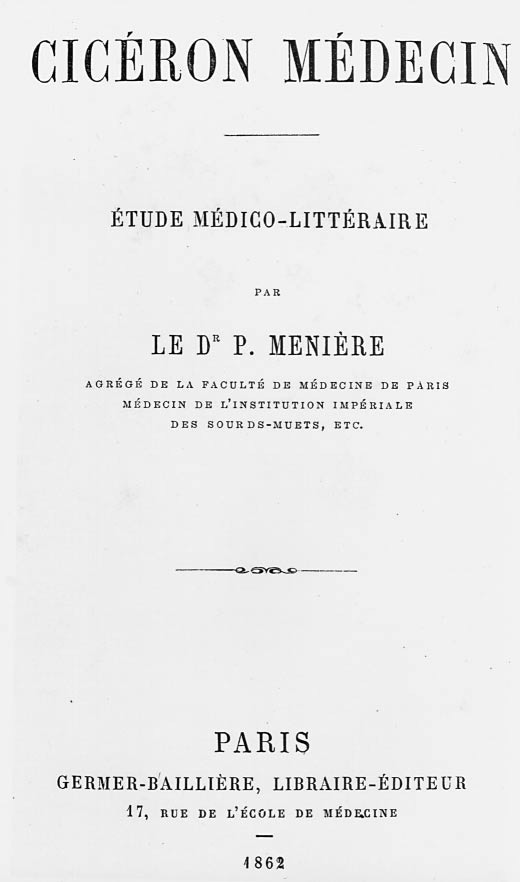
Frontespizio del libro Studi medici su Cicerone, Parigi, 1862.

Ménière non abbandonò la sua passione letteraria: infatti, spesso ampliava le pagine del Gazette Médicale de Paris con articoli medici e brevi romanzi, alcuni dei quali pubblicati in seguito come libri. Un esempio di ciò sono i suoi commenti sulla corrispondenza medica nel Settecento fra il celebre medico e botanico svedese, Carlo Linneo, e François Boissier de Sauvages de Lacroix, professore nell'Università di Montpellier.
La sua passione per la letteratura antica lo portò, inoltre, ad analizzare le tradizioni ed i riferimenti medici nelle opere dei maggiori poeti romani da Ennio ad Orazio, lavoro che nel 1858 pubblicò con il titolo di Études médicales sur les poètes latins. Fece lo stesso con Cicerone, raccogliendo e commentando i numerosi consigli e credenze mediche che si trovano nelle sue lettere, orazioni ed opere filosofiche; Cicéron médecin. Étude médico-littêraire fu pubblicato postumo nel 1862.
Nel 1861 Ménière diede un importante contributo agli studi sulle vertigini, presentando all'Accademia imperiale di Parigi un documento con il quale metteva in discussione la teoria corrente che identificava le vertigini come una forma di apoplessia cerebrale o di epilessia.

### La malattia di Ménière
Fu uno dei primi a sostenere che l'’orecchio interno fosse responsabile dell’equilibrio: basandosi sull’osservazione sistematica dei canali semicircolari di un piccione, notò che il danneggiamento di uno dei due canali provocava la perdita dell’equilibrio, che si spostava verso la direzione del canale interessato.
Concluse da questi esperimenti e dall’esperienza nel campo otoiatrico che:
1. l'apparato uditivo potrebbe essere influenzato con episodi di tinnito  e perdita progressiva di udito anche se gli episodi sono intermittenti;
2. le anomalie dell'orecchio interno potrebbero essere responsabili di improvvisi attacchi di vertigini, nausea, vomito e sincope;Frontespizio del libro Mêmoires anecdotiques sur les salons du Second Empire. Journal du docteur Prosper Ménière, Parigi, 1903.

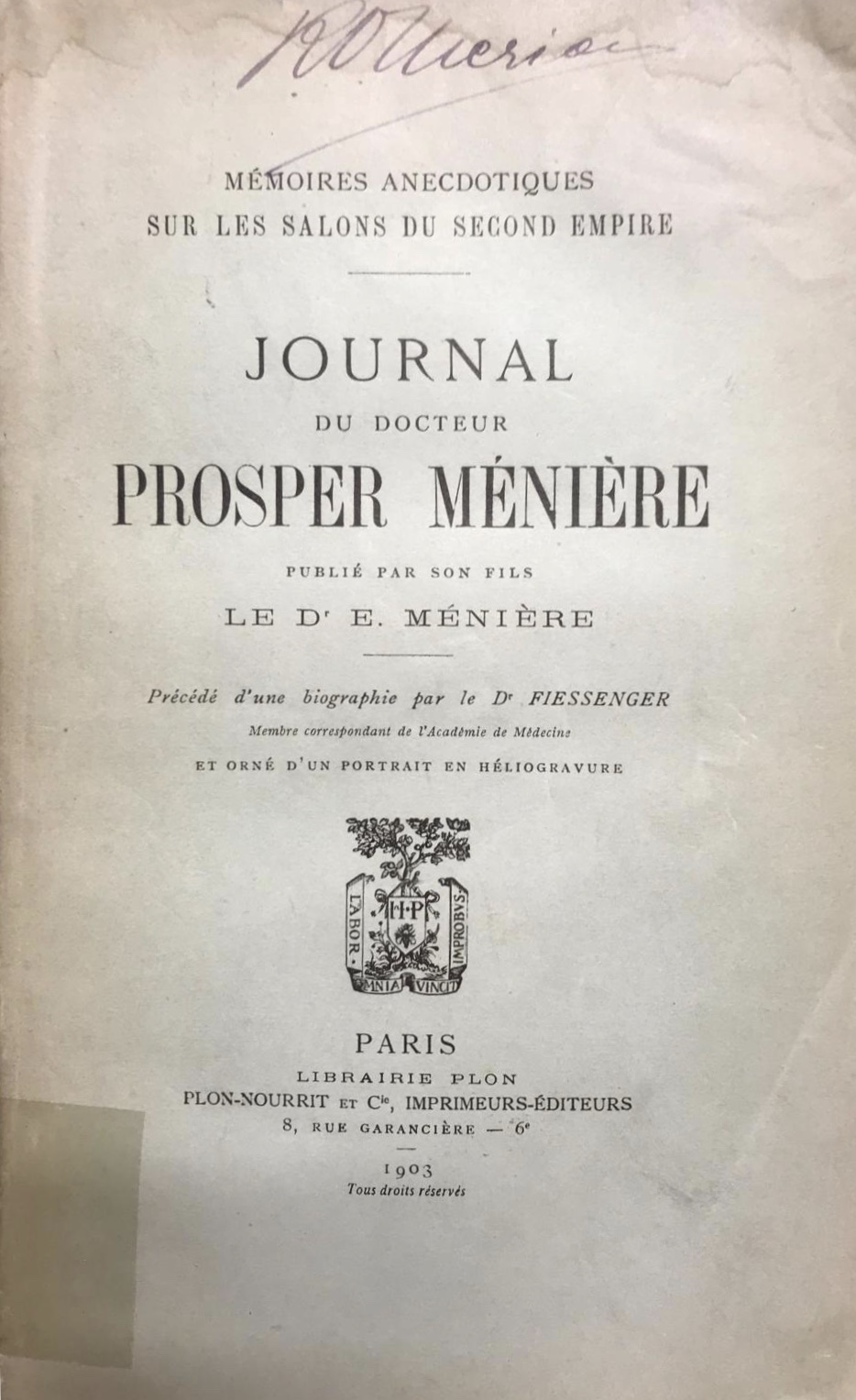
Frontespizio del libro Mêmoires anecdotiques sur les salons du Second Empire. Journal du docteur Prosper Ménière, Parigi, 1903.

3. la lesione è probabile essere nei canali semicircolari.[5]

## I salotti del Secondo Impero
Negli ultimi dieci anni della sua vita Ménière frequentò i famosi salotti parigini, dove ebbe opportunità di conoscere tutti i personaggi di spicco del Secondo Impero con i quali manteneva delle corrispondenze epistolari; nel libro Mêmoires anecdotiques sur les salons du Second Empire. Journal du docteur Prosper Ménière. si possono leggere molte di queste antiche lettere completate e pubblicate dal figlio Émile circa quaranta anni dopo la morte del padre. Lo scrittore Honoré de Balzac fu amico di Ménière tanto da dar forma nel suo romanzo, La Peau de Chagrin, al personaggio omonimo Prosper Ménière, che in un primo momento conservava tanti tratti di colui che lo aveva ispirato. In seguito volle però vendicarsi del forte legame che il medico francese stava instaurando con il drammaturgo e critico letterario Jules Janin, da lui molto disprezzato, modificando così nella seconda edizione del suo romanzo il nome del personaggio che gli aveva dedicato.

## Vita privata
Durante la prigionia, tra la Duchessa e il suo medico si stabilì un grande legame basato sul rispetto. Ménière, che era sempre stato premuroso e gentile nei confronti dei sofferenti, annotava ogni giorno gli stati d'animo che la donna manifestava durante le chiacchierate notturne. I due non parlavano solo di formalità, ma spesso le loro conversazioni si tramutavano in intense discussioni letterarie o discorsi sull'erudizione scientifica. Il dottore erborista ha inoltre avvicinato la prigioniera alla botanica spiegandole le piante del suo erbario o riportandole i fossili raccolti nei campi della fortezza.

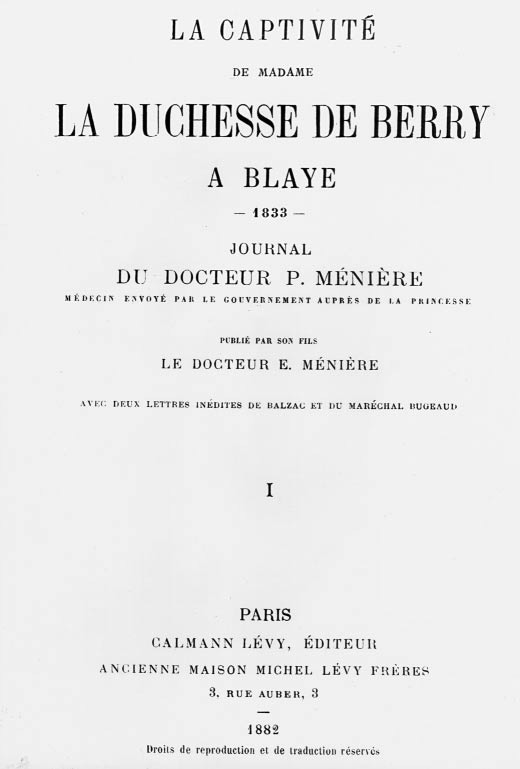
Frontespizio del libro Prigionia della Duchessa di Berry a Blaye, Parigi,1882.

(Noël Fiessinger)
 Sappiamo, inoltre, che durante la prigionia la Duchessa diede alla luce una figlia e che, quando lasciò Blaye, Ménière l'accompagnò in Sicilia, ma solo dopo sei mesi; davanti alle incertezze di Ménière, la donna lo invita a cercarla solo dopo aver recuperato la grazia.
Nel viaggio di ritorno in Francia, Ménière si fermò nelle principali città d'Italia: fu a Pisa, Lucca e Firenze dove andò ad omaggiare la statua di Dante, di Michelangelo e di Galileo; a Venezia dove incontrò François-René de Chateaubriand al quale apparve molto stanco; attraversa poi il Sempione e infine dopo un'assenza totale di sette mesi rientra a Parigi.

## Onorificenze
- Medaille d'or des hôpitaux, 1826
- Chévalier della Legione d'onore, 1835

## Scritti principali
- L'Hôtel-Dieu de Paris en juillet et août de 1830 (1830)
- Études médicales sur les poètes latins (1858)
- Cicéron médecin: étude médico-littêraire (1862)
- La Captivité de Madame La Duchesse de Berry à Blaye (1882)
- Mêmoires anecdotiques sur les salons du Second Empire. Journal du docteur Prosper Ménière (1903)